# Narciso Jubany Arnau
Narciso Jubany Arnau, (ur. 12 sierpnia 1913 w Santa Coloma de Farners, zm. 26 grudnia 1996 w Barcelonie), hiszpański duchowny katolicki, kardynał, arcybiskup metropolita Barcelony.

## Życiorys
Studiował prawo kanoniczne na Papieskim Uniwersytecie w Comillas i teologię na Uniwersytecie Gregoriańskim w Rzymie. Po przyjęciu święceń kapłańskich 30 lipca 1939 roku pracował w różnych parafiach archidiecezji barcelońskiej, uczestnicząc także w działalności Akcji Katolickiej i innych stowarzyszeń kościelnych. 24 listopada 1955 został biskupem pomocniczym archidiecezji barcelońskiej i biskupem tytularnym Orthosias in Phoenicia. Uczestniczył w obradach Soboru Watykańskiego II. 7 lutego 1964 przeniesiony na stolicę biskupią w Gironie. 3 grudnia 1971 Paweł VI mianował go arcybiskupem Barcelony, a 5 marca 1973 wyniósł do godności kardynalskiej z tytułem prezbitera San Lorenzo in Damaso. Rezygnację z rządów archidiecezją barcelońską złożył na ręce Jana Pawła II 23 marca 1990. Był jednym z najwybitniejszych znawców prawa kanonicznego, autorem licznych publikacji.